# Digoin
 Digoin  es una población y comuna francesa, en la región de Borgoña, departamento de Saona y Loira, en el distrito de Charolles y cantón de Digoin.

## Demografía
| 9277 | 10 050 | 11 093 | 11 008 | 10 032 | 8947 |
| Para los censos de 1962 a 1999 la población legal corresponde a la población sin duplicidades (Fuente: INSEE [Consultar]) |        |        |        |        |      |